# سیگ پانونیا
سیگ پانونیا (انگلیسی: CIG Pannonia) شرکت خدمات مالی و بانکداری مجارستانی است، که در سال ۲۰۰۷ تأسیس شد.